# Turbina stenosiphon
Turbina stenosiphon är en vindeväxtart som först beskrevs av Hallier f., och fick sitt nu gällande namn av Adrianus Dirk Jacob Meeuse. Turbina stenosiphon ingår i släktet Turbina och familjen vindeväxter. Utöver nominatformen finns också underarten T. s. pubescens.